# Mezquita Al Noor
La Mezquita Al Noor (en árabe: مسجد النور‎: مسجد النور, Masjid Al Noor) es una mezquita en Riccarton, Christchurch, Nueva Zelanda.

## Historia
Construida entre 1984 y 1985, la mezquita Al Noor fue la mezquita más austral del mundo hasta 1999. El Dr. Mohammad Olyan, de Jordania, fue un cofundador de la mezquita.
En 2003, la comunidad musulmana de Christchurch organizó un "Día Nacional Maorí Musulmán" en la mezquita. Ese mismo año, surgió controversia dentro de la comunidad musulmana local acerca de la administración de la mezquita; la llegada de nuevos miembros de origen árabe y somalí generó tensiones con los miembros más antiguos de origen surasiático, quienes poseen una cultura diferente y una interpretación más moderada del Islam.

### Atentados de 2019
El 15 de marzo de 2019, el local, junto con el centro islámico de Linwood, fueron objetivo de los atentados de Christchurch. Un total de 42 fieles fueron asesinados dentro de la mezquita por un joven de ultraderecha australiano que grabó y trasmitió en directo la masacre por redes sociales. Olyan figuró entre los heridos.